# Bulbophyllum drepanosepalum
Bulbophyllum drepanosepalum är en orkidéart som beskrevs av Jaap J. Vermeulen och P.O'byrne. Bulbophyllum drepanosepalum ingår i släktet Bulbophyllum och familjen orkidéer. Inga underarter finns listade i Catalogue of Life.